# Sonia Harmand
Sonia Harmand (1974) es una arqueóloga francesa especializada en la investigación sobre la Edad de Piedra temprana y la evolución de la fabricación de herramientas líticas. Obtuvo el doctorado en la Universidad de París X Nanterre. Es investigadora asociada del Centro Nacional para la Investigación Científica de Francia y profesora asociada de la Universidad de Stony Brook en Nueva York. Dirigió las excavaciones del yacimiento de Lomekwi, en el cual se hallaron herramintas datadas en 3,3 millones de años. En 2017 fue nombrada una de los 50 franceses más influyentes del mundo, por la edición francesa de la revista Vanity Fair.